# Uloborus plumipes

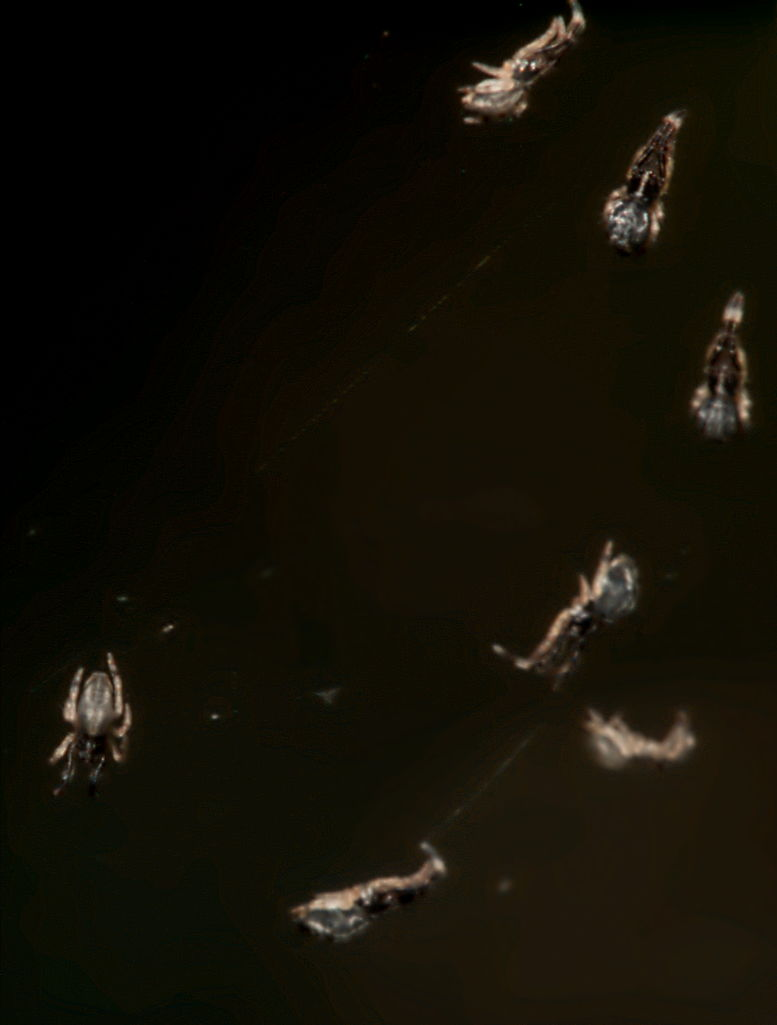
Juvenili

Uloborus plumipes este un păianjen cribellat din familia Uloboridae. 

## Etimologie
Numele speciei provine da la cuvintele latine: pluma - „pene” și pes - „picior”.

## Descriere
Femela ajunge în lungime până la 6 mm. Corpul este acoperit cu perișori fini. Pânza este nelipicioasă, însă firile, din care e țesută, sunt foarte subțirir și au capacitatea de a se agăța de corpul insectelor. Uneori pe pânză este prezent stabilimentum de forme diferite. În contrast cu Uloborus walckenaerius acesta are smocuri distincte de păr pe picioarele anterioare. El atârnă pe pânza orizontală cu capul în jos. E straniu faprul că juvenilii se aseamănă cu insecte moarte și este dificil să-i găsește pe pânză. 

Coconul poate fi des observat atașat de plantele de cameră. El este neted, subțire și maro de 0,5 cm lungime.